# 闽菜文化博物馆
閩菜文化博物館，位于福州市倉山區福灣路福州海峡奥林匹克体育中心商业广场6号区域3层，是由福建省商务厅、福州市人民政府指导，福州市商务局、福州古厝集团牵头，福州聚春园集团具体投资建设。

## 建築佈局
裡面一共分為三层，第一層和第二层作为平常的閩菜陈列展示区域。第三层名稱為“福宴馆”，以閩都文化为主题，浓缩了在福建地區裡所有的美食。

## 閩菜列表
- 佛跳牆
- 白炒鮮竹蟶
- 福州魚丸湯
- 光餅
- 紅糟鰻魚
- 鸡茸金丝笋
- 醉排骨
- 荔枝肉
- 东璧龙珠
- 清蒸鯿魚
- 青椒肉絲
- 白炒墨魚捲
- 荷包魚翅
- 白切雞
- 閩南蘿蔔糕
- 长汀豆腐干
- 漳州卤面
- 炸蛎黄
- 盐水虾
- 扳指干贝
- 海蠣煎
- 紅燜豬蹄
- 闽生果
- 沙茶麵
- 三杯雞
- 梅菜扣肉
- 八宝红鲟饭
- 干炸鲟盖
- 吉利虾
- 椒盐鱼条
- 鱼卷
- 海蛎烧豆腐
- 沙茶莲藕烧牛肉
- 清炒虾仁
- 红烧章鱼
- 三色卷
- 雞捲
- 太極芋泥
- 閩南芋頭飯
- 海参羹
- 軟炸蝦糕
- 蓮子蹄膀
- 炸醬排骨
- 土豆炒排骨
- 絲瓜蒸蛋
- 酿豆腐
- 担仔面
- 永川牛肉麵

- 佛跳牆
- 荔枝肉
- 青椒肉絲
- 三杯鸡